# Flandes zelandès
|  | Per a altres significats, vegeu «Zelanda (desambiguació)». |

Flandes Zelandès (en neerlandès Zeeuws-Vlaanderen) és la part meridional de la província Zelanda dels Països Baixos delimitada pel Mar del Nord, les províncies belgues de Flandes Occidental i Oriental i el braç occidental del riu Escalda (Westerschelde). El territori correspon a l'antiga Terra de la Generalitat anomenada Staats-Vlaanderen (Flandes de l'Estat).

## Geografia
Flandes Zelandès és dividit en dues parts, separades per un antic braç de mar Braakman (ara transformat en pòlder, tret d'un petit estany) i pel Canal Gant-Terneuzen. El Damse Vaart, el canal de Bruges a Sluis, va perdre el seu rol econòmic però és un paisatge molt pintoresc.
A l'extrem occidental a la frontera belga es troba la reserva natural del Zwin, el braç de mar d'antany que connectava Bruges al mar, ara ensorrat i a l'extrem oriental es troba la reserva de la Terra submergida de Saeftinghe.
Des de la reorganització administrativa del 2003 només romanen tres municipis: Sluis, Terneuzen i Hulst
- El municipi de Sluis és l'entitat més turística: platges al Mar del Nord, del qual Cadzand sempre ha sigut un refugi nudista pels belgues, i les ciutats fortificades Sluis i Aardenburg són molt atractives.

- El municipi de Terneuzen és la zona més industrial, gràcies al canal i la connexió amb les zones industrials belgues de Zelzate i Gant. Els turistes aprecien molt Philippine, el ‘poble dels musclos'.

- El municipi Hulst es presenta com la ciutat més flamenca dels Països Baixos, amb restaurants i bars molts animats.

Flandes Zelandès té una densitat de població de 147 habitants per km², molt menys que la resta dels Països Baixos. Això s'explica per la seva situació d'enclavament i de zona de contenció durant segles.

## Història

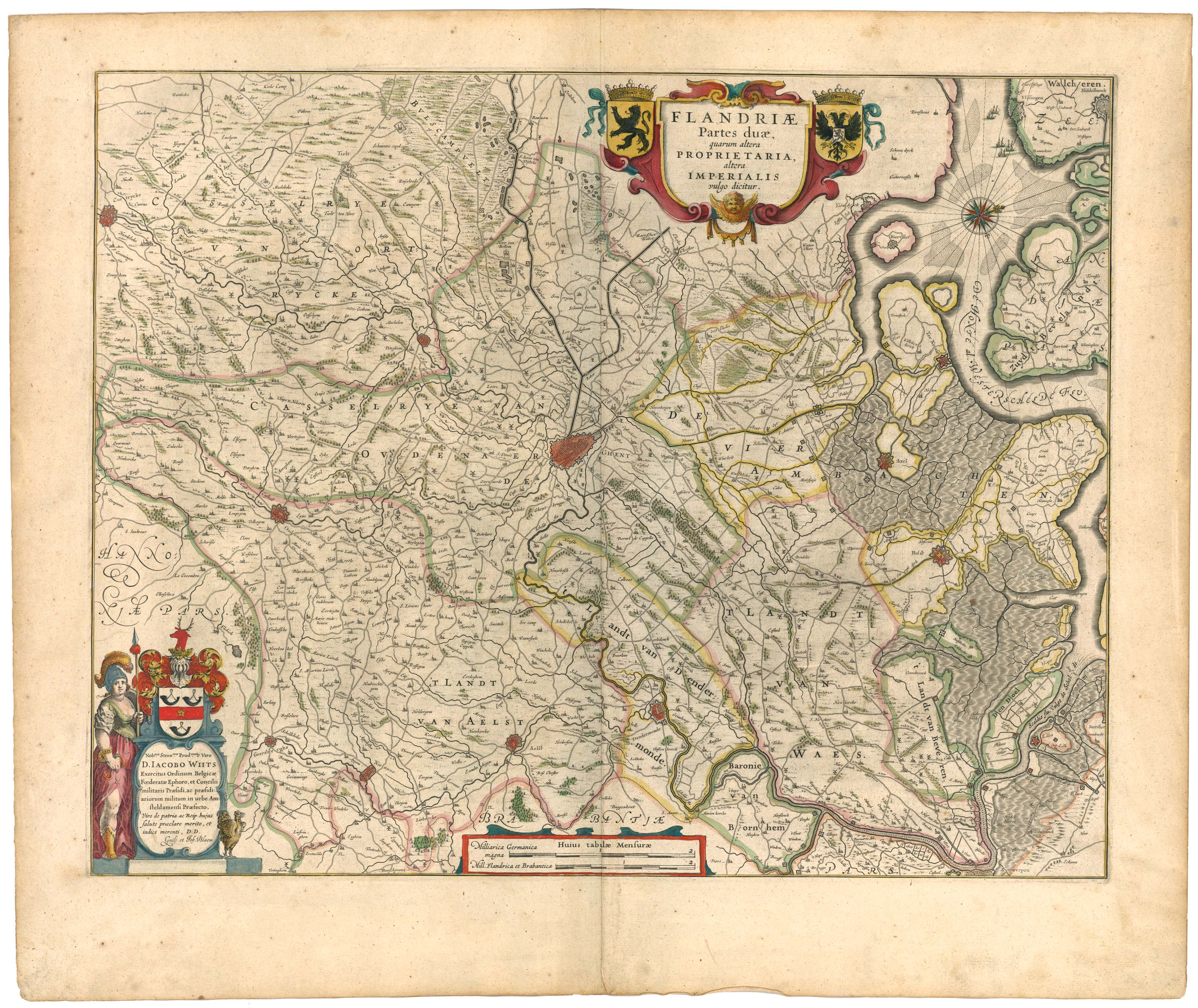
Comtat de Flandes i Flandes zelandès a un mapa de Blaeu del 1645

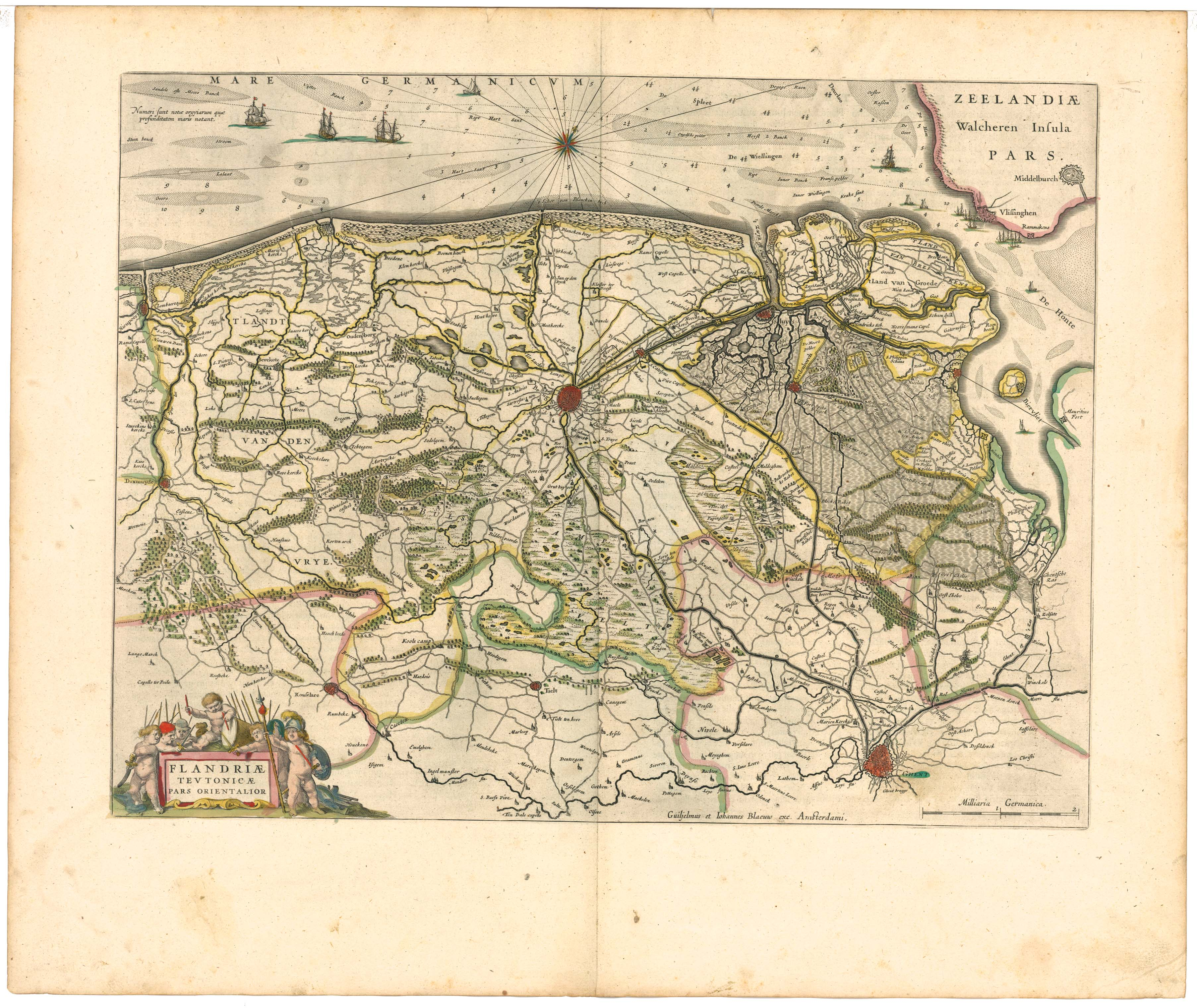
Flandes Zelandès a un mapa de Blaeu del 1645

El territori feia part del Comtat de Flandes cap al segle xvii. Durant la Guerra dels Vuitanta Anys fou ocupat per la República de les Set Províncies Unides que en feien un Terra de la Generalitat. D'ara ençà sempre s'ha quedat enclavat entre la frontera amb els Països Baixos espanyols i el riu Escalda, una situació que només va canviar-se al segle XX gràcies a tractats i grans obres d'infraestructura.
El territori s'ha canviat molt. Tot i fer part avui del continent europeu, aquesta situació és gaire recent. Abans era més un arxipèlag d'illes petites separades de braços de mar que canviaven contínuament per l'al·luvió aportat pel riu Escalda i per la intervenció humana en fer pòlders per a obtenir més terres de conreu. Aquesta situació contribuïa molt al rol de zona de contenció per a protegir la República de les Set Províncies Unides contra l'exèrcit espanyol. També permetia a la República d'utilitzar l'obertura (o el tancament) de l'Escalda com mitjà de pressió en les negociacions amb Espanya, Àustria i Bèlgica.
Napoleó va annexar-se el Flandes Zelandès per poder desenvolupar el port d'Anvers com ‘una pistola al cor d'Anglaterra'. Durant el curt episodi (1815-1830) del Regne Unit dels Països Baixos el riu continuava a ésser obert. Ha sigut la primera cosa per tancar després de la independència de Bèlgica el 1830. La regió va esdevenir un paradís de contrabanda (mantega, formatge i tabac), com que no hi havia gaire barreres naturals i molts petits senders difícils per controlar. Després de la Primera Guerra Mundial, els belgues van haver per l'última vegada vel·leïtats d'annexió com botí perquè els Països Baixos per la seva posició de neutralitat no havien participat en l'esforç de guerra.
Amb l'adveniment de la unió duanera del Benelux i més tard de la Unió Europea, la contrabanda va esvair-se totalment. Només en romanen llegendes i bromes de contrabandistes astuts i duaners estults. Aquests tractats i l'obertura del Túnel de l'Escalda Occidental Westerscheldetunnel l'any 2003 van ser la fi definitiva d'anys enclavament.

## Entitats
Aardenburg - Absdale - Axel - Axelsche Sassing - Biervliet - Biezen - Boerenhol - Breskens - Cadzand - Clinge - Draaibrug - Drie Hoefijzers - Driewegen - Eede - Emmadorp - Graauw - Griete - Groede - Heikant - Heille - Hengstdijk - Hoek - Hoofdplaat - Hulst - IJzendijke - 't Jagertje - Kapellebrug - Koewacht - Kloosterzande - Kijkuit - Kruisdijk - Kruispolderhaven - Kuitaart - Lamswaarde - Nieuw-Namen - Nieuwvliet - Nummer een - Magrette - Mauritsfort - Oostburg - Ossenisse - Othene - Paal - Prosperdorp - Pyramide - Perkpolder - Philippine - Retranchement - Reuzenhoek - Sas van Gent - Sasput - Schapenbout - Schoondijke- Schuddebeurs - Sint Anna ter Muiden - Sint Jansteen - Sint Kruis - Slijkplaat - Sluis - Sluiskil - Spui - Terhole - Turkeye - Terneuzen - Val - Vogelwaarde - Walsoorden - Waterlandkerkje - Westdorpe - Zaamslag - Zaamslagveer - Zandberg - Zandstraat - Zuiddorpe - Zuidzande

## Personatges famosos
- Lodewijk van den Berg, astronauta
- Emile Buysse, escriptor
- Frans Dieleman, geògraf
- Johan Hendrik van Dale, lexicògraf, autor del diccionari de la llengua neerlandesa van Dale
- Jacques Hamelink, escriptor
- Jacques de Milliano, metge, un dels fundadors de Metges Sense Fronteres als Països Baixos